# San Agustin (Surigao del Sur)
San Agustin (Bayan ng San Agustin) är en kommun i Filippinerna. Kommunen ligger på ön Mindanao, och tillhör provinsen Surigao del Sur. Folkmängden uppgår till 14 845 invånare.
San Agustin är indelat i 13 barangayer.